# Susan Moore (Alabama)
Susan Moore é uma cidade  localizada no estado americano de Alabama, no Condado de Blount.

## Demografia
Segundo o censo americano de 2000, a sua população era de 721 habitantes.
Em 2006, foi estimada uma população de 804, um aumento de 83 (11.5%).

## Geografia
De acordo com o United States Census Bureau, a localidade tem uma área de 13,6 km², sem área coberta por água.

## Localidades na vizinhança
O diagrama seguinte representa as localidades num raio de 16 km ao redor de Susan Moore.